# Ганнусовка (Ивано-Франковская область)
Ганнусовка (укр. Ганнусівка) — село в Езупольской поселковой общине Ивано-Франковского района Ивано-Франковской области Украины.
До 17 июля 2020 года находилось в Тысменицком районе Ивано-Франковской области.
Население по переписи 2001 года составляло 1263 человека. Занимает площадь 10,79 км². Почтовый индекс — 77431. Телефонный код — 03436.

## Местный совет
77431, Івано-Франківська обл., Тисменицький р-н, с.Ганнусівка, вул.Незалежності,10  (укр.)

## История
Первое письменное упоминание 1437 год.Над селом 1941 года был сбит советский 